# Geophilus orientis
Geophilus orientis är en mångfotingart som först beskrevs av Chamberlin R. 1952.  Geophilus orientis ingår i släktet Geophilus och familjen storjordkrypare.
Artens utbredningsområde är Turkiet. Inga underarter finns listade i Catalogue of Life.